# Northrop BQM-74 Chukar
BQM-74 Chukar — серия беспилотных воздушных самолётов-мишеней.
Разработан и выпускался подразделением Ventura Division корпорации Northrop в Ньюбери-Парк, штат Калифорния.
Было построено не менее 1600 аппаратов, в основном для военно-морских сил США, а также для Великобритании, ФРГ, Греции, Испании, Италии, Нидерландов,  Ирана, Саудовской Аравии и Японии.
BQM-74 используется главным образом в качестве воздушной цели, способной воспроизвести вражескую угрозу и для ракетных учений.
Несколько оборудованных фотокамерами машин было закуплено Израилем в начале 70-х годов, где получили наименование «Telem». Они успешно применялись в войну судного дня для поиска расположения батарей ЗРК Египта и Сирии. После окончания войны, БПЛА были модернизированы в Израиле — фотокамеры были заменены на видеокамеры.

## ТТХ
- Длина: 3,94 м
- Размах крыльев: 1,76 м
- Высота: 0,71 м
- Пустой вес: 123 кг
- Общая масса: 249 кг
- Силовая установка: 1 × Уильямс J400-WR-404 турбореактивные, 240 фунтов силы (1,1 кН) каждый
- Максимальная скорость: 972 км/ч
- Автономность: 1 час 8 мин
- Практический потолок: 12 000 м

## Боевое применение
В ходе войны Судного дня в 1973 году израильская сторона имела 25 БПЛА MQM-74 «Чукар», все располагались в Синае. В начале войны расположение БПЛА попало под удар египетских штурмовиков МиГ-17, однако подробности и результаты налёта израильтяне не уточняют. В первых пусках израильтянам удалось запустить 23 MQM-74. По израильским данным 5 БПЛА из них было потеряно В течение первого дня войны по данным ЦРУ все 25 MQM-74 были потеряны.
6 декабря 1983 года над Ливаном 3 израильских БПЛА BQM-74 «Телем» были сбиты 2 ракетами советских ЗРК С-200.
В ходе войны в Персидском заливе США развернули 44 БПЛА BQM-74C. В первый день войны удалось запустить 37 из них. 3 не достигли целей так как были перехвачены и сбиты иракскими истребителями (предположительно 2 сбиты МиГ-23 и 1 МиГ-29).

## Аварии и катастрофы
16 ноября 2013 года — (ВМС США), Южная Калифорния
разбился при испытаниях на корабле ВМС США «USS (CG-62) Chancellorsville». Два матроса получили ранения.